# Cratere Da Vinci (Marte)
Da Vinci è un cratere da impatto sulla superficie di Marte.
Il cratere è dedicato all'artista e scienziato italiano Leonardo da Vinci.